# 뱅크 오브 아메리카 센터 (휴스턴)
뱅크 오브 아메리카 센터(Bank of America Center)는 미국 텍사스주 휴스턴에 위치한 마천루이다.

## 같이 보기
- 미국의 마천루 목록